# Смирнов, Арсений Владимирович
Арсений Владимирович Смирнов (род. 16 февраля 1991) — российский боец смешанных единоборств. В смешанных единоборствах провёл 11 поединков, из которых в 10 одержал победы. Выступает в лиге RCC: Russian Cagefighting Championship.

## Биография
Родился в Каменск-Уральском. Старший брат привел в секцию дзюдо. Занимался дзюдо до 12 лет, пока зал не закрыли на ремонт. Решил попробовать себя в футболе, но бросил тренироваться через некоторое время.
В 18 лет переехал в Екатеринбург после уличного конфликта, который закончился нападением на Смирнова со стороны пьяного товарища с ножом. В 19 лет вернулся в спорт, занимался кикбоксингом и борьбой.  Работал строителем коттеджей, продавал строительные материалы, был менеджером в IT-компании.
В определенный момент бросил работу и полностью посвятил себя спорту. Какое-то время жил в зале, так как не было средств на аренду квартиры.

## Любительская карьера
Кандидат в мастера спорта по тайскому боксу, многократный победитель областных и региональных соревнований по тайскому боксу, призер Кубка России по тайскому боксу — 2016

## Профессиональная карьера
Дебютировал на профессиональном уровне в 2017 году с победы. В поединке получил травму – кость большого пальца на руке разделилась на три части. Из-за отсутствия возможности оплатить операцию мог закончить карьеру, но врач из Новосибирска согласился сделать ее бесплатно, если боец разрешит наблюдать другим врачам и студентам-медикам наблюдать за лечением.
В 2018 году вошел в состав команды «Архангел Михаил» и начал тренерскую деятельность в Екатеринбурге.

## Статистика профессиональных боев
| Боёв 8   | Побед 7 | Поражений 1 |
| -------- | ------- | ----------- |
| Нокаутом | 3       | 0           |
| Сдачей   | 0       | 0           |
| Решением | 4       | 1           |

| Результат | Рекорд | Соперник          | Способ                     | Турнир                                  | Дата             | Раунд | Время | Место                                                            | Примечание             |
| --------- | ------ | ----------------- | -------------------------- | --------------------------------------- | ---------------- | ----- | ----- | ---------------------------------------------------------------- | ---------------------- |
| Победа    | 10-1   | Лукас Алсинья     | Технический нокаут (удары) | RCC: Intro 15                           | 14 августа 2021  | 1     | 4:52  | Уралец (культурно-развлекательный комплекс) Екатеринбург, Россия | Бой в среднем весе     |
| Победа    | 9-1    | Сергей Романов    | Решение судей              | RCC8                                    | 19 декабря 2020  | 3     | 5:00  | Уралец (культурно-развлекательный комплекс) Екатеринбург, Россия | Бой в среднем весе     |
| Победа    | 8-1    | Иван Богданов     | Технический нокаут (удары) | RCC: Intro 8                            | 26 сентября 2020 | 3     | 2:30  | Уралец (культурно-развлекательный комплекс) Екатеринбург, Россия | Бой в среднем весе     |
| Победа    | 7-1    | Вагнер Дос Сантос | Решение судей              | RCC: Intro 5                            | 14 сентября 2019 | 3     | 5:00  | Уралец (культурно-развлекательный комплекс) Екатеринбург, Россия | Бой в среднем весе     |
| Победа    | 6-1    | Сергей Ясковец    | Решение судей              | RCC: Intro 5                            | 14 сентября 2019 | 3     | 5:00  | Академия единоборств РМК Екатеринбург, Россия                    | Бой в среднем весе     |
| Победа    | 5-1    | Василий Зубков    | Нокаут (колено)            | RCC: Intro 3                            | 9 марта 2019     | 1     | 4:50  | Академия единоборств РМК Екатеринбург, Россия                    | Бой в среднем весе     |
| Поражение | 4-1    | Олег Дадонов      | Решение судей              | RCC2: Russian Cagefighting Championship | 5 мая 2018       | 3     | 5:00  | Уралец (культурно-развлекательный комплекс) Екатеринбург, Россия | Бой в полутяжелом весе |
| Победа    | 4-0    | Евгений Хазов     | Решение судей              | RCC1: Russian Cagefighting Championship | 25 февраля 2018  | 3     | 5:00  | Уралец (культурно-развлекательный комплекс) Екатеринбург, Россия | Бой в полутяжелом весе |
| Победа    | 3-0    | Султан Гизатуллин | Нокаут (удары)             | Fair Fight Promotion                    | 30 сентября 2017 | 2     | 2:45  | Ельцин-Центр Екатеринбург, Россия                                | Бой в среднем весе     |
| Победа    | 2-0    | Кирилл Николаев   | Решение судей              | BigDramaShow 2                          | 7 июля 2017      | 2     | 0:50  | Екатеринбург, Россия                                             | Бой в среднем весе     |
| Победа    | 1-0    | Илья Ляманов      | Технический нокаут (удары) | Ambitions FC                            | 25 марта 2017    | 2     | 0:50  | RINGS Екатеринбург, Россия                                       | Бой в среднем весе     |